# 邵涤源
邵涤源（Arthur Gostick Shorrock，1861年—1945年6月13日），是英国浸信会的先锋传教士，在中国传教40年之久。邵涤源于1861年出生在英格兰兰开夏郡的布莱克本。他进入司布真学院，在Wraysbury浸信会礼拜堂实习，在那里他遇到了未来的妻子 Maud Doulton

### 陕西省浸信会差会
1890年，邵涤源在陕西省省会西安建立了西安府差会，负责浸信会在陕西省的传教工作，并担任陕西圣经学校校长。1900年， Maud来到中国，她和邵涤源在上海结婚。Maud负责妇女工作，1914年担任西安教会女中的校长。

## 在华传教
邵涤源加入大英浸信会差会，1887年前往中国，首先去了山东省。1897年他和最有影响的在华浸信会传教士李提摩太一同前往印度旅行。李提摩太希望看到印度传教工作的情形，并很高兴有一位“能干又真诚”的年轻传教士一同旅行，他们访问了锡兰、马德拉斯、阿格拉、瓦拉纳西、德里、孟买和加尔各答，邵涤源在那里染上严重的霍乱，终身未能逃脱."

### 辛亥革命
辛亥革命到达陕西省时，导致8名外国人死亡，这一地区的所有传教士和外国人计划撤离。

## 返回英国

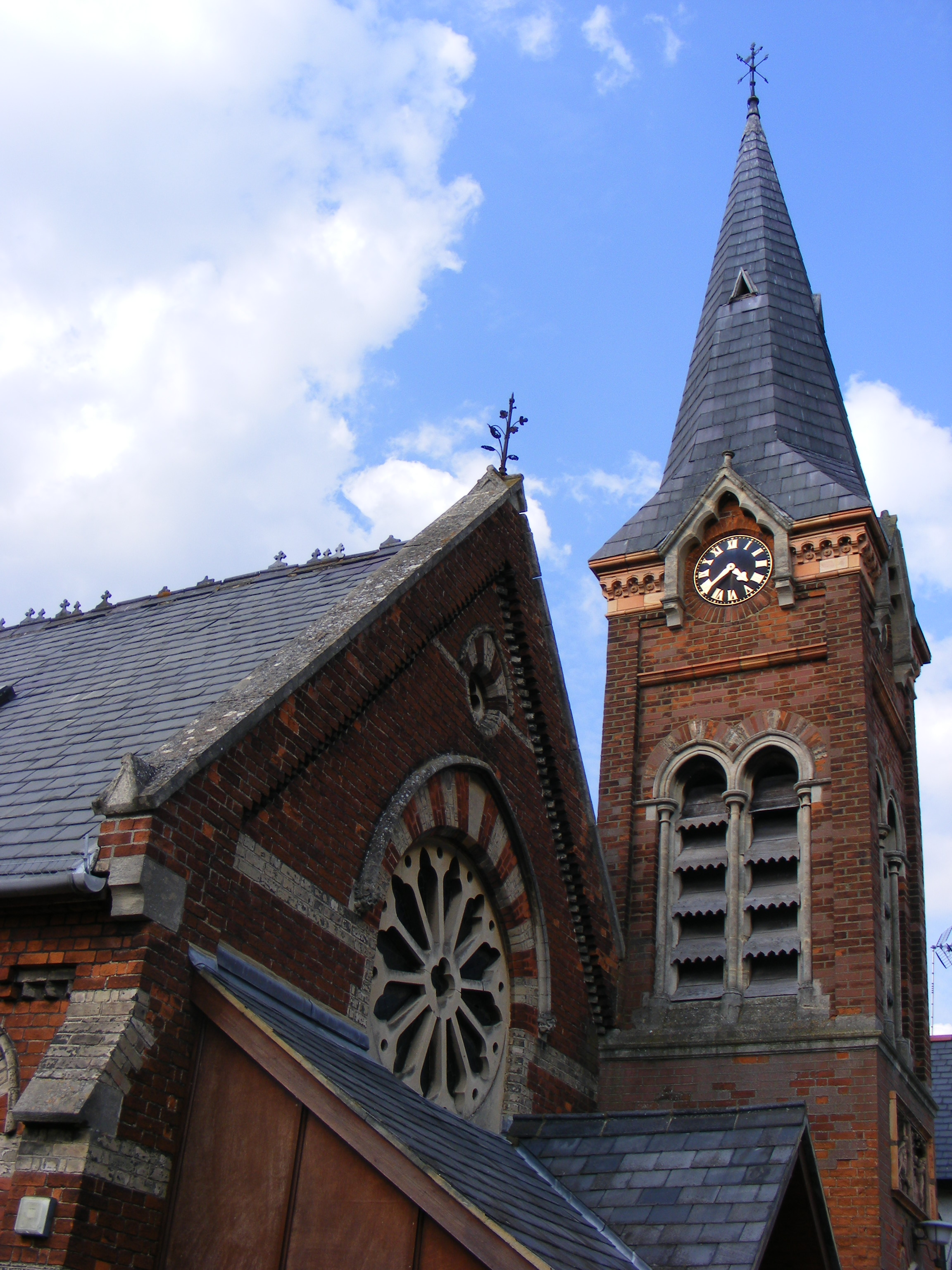
Wraysbury浸信会礼拜堂

正当西安的传教士和外国人遭到围攻时，1925年9月，邵涤源的妻子因伤寒去世。他退休后返回Wraysbury，担任当地浸信会礼拜堂主任牧师。1945年6月13日，他在温莎去世，享年83岁，和他的妻子一同葬在 Wraysbury 。